# Anseris Mons
Anseris Mons é um maciço isolado no hemisfério sul de Marte, localizado na delimitação nordeste de Hellas Planitia na longitude 86.6E e latitude 29.81 S. A montanha possui 58 km em diâmetro e se eleva a aproximadamente 4,200 m acima do datum (o nível zero marciano) ou aproximadamente 6,200 m acima da planície circundante.
Anseris Mons recebeu o nome de Anseris Fons, uma formação de albedo telescópica mapeada pelo astrônomo grego E. M. Antoniadi em 1930. O nome foi aprovado pela União Astronômica Internacional (UAI) em 1991.
Anseris Mons não é um vulcão. Geológicamente, supõe-se que o maciço seja um remanescente de um antigo bloco crostal elevado durante a formação da bacia de impacto Hellas ou em algum momento durante o período de intenso bombardeio. As rochas que compõem o maciço datam do período Noachiano inferior. Os flancos de  Anseris Mons possuem imensas reentrâncias triangulares associadas a aguilhões, que dão ao maciço uma forma larga e piramidal. As reentrâncias foram provavelmente produzidas em uma variedade processos glaciais/periglaciais e de perda de massa rochosa. Uma grande reentrância em formato de circo associada a debris aprons ou ramificações em leque está presente na lateral sul  da montanha.